# باناخیویچ (دهانه)
باناخیویچ یک دهانه برخوردی در ماه است.

## دهانه‌های اقماری
این دهانه ۳ دهانه اقماری دارد.
| Banachiewicz | عرض جغرافیایی | طول جغرافیایی | قطر          |
| ------------ | ------------- | ------------- | ------------ |
| C            | ۷٫۰° N        | ۷۵٫۴° E       | ۱۹٫۰ کیلومتر |
| B            | ۵٫۳° N        | ۷۸٫۹° E       | ۲۴٫۰ کیلومتر |
| E            | ۷٫۵° N        | ۷۴٫۷° E       | ۷٫۰ کیلومتر  |